# Bruto Pomeroy
Mario Ayuso Galán, que usa també el pseudònim Bruto Pomeroy, és un actor, crític i editor de còmic espanyol, nascut a Madrid en 1958.

## Biografia
El 1974 va editar el fanzine "Art-Cómics" (1974). Va fundar les llibreries especialitzades "Metal Hurlant" (1983) i "Madrid Comics" (1984).
Va ser l'editor de "Tribulete" (1983-1984) un butlletí renovador de la crítica sobre historietes; entre 1984 i 1985 va dirigir, al costat de Manuel Tabuenca, l'editorial "Sombras". I sota el nom de "Mario Ayuso Editor", va publicar en la primera meitat dels anys 90 la revista teòrica "Urich" i la tira de premsa Calvin i Hobbes de Bill Watterson. En 1994, va participar com a comissari en el Primer Saló del Còmic de Madrid.
El 1995 va actuar a El día de la bestia d'Álex de la Iglesia. Bolcat cap al món de la interpretació, va adoptar el pseudònim de Brut Pomeroy en pel·lícules com Matías, juez de línea (1996) i El milagro de P. Tinto (1998) i sèries de televisió com El Comisario, on va interpretar a l'agent Sabino García durant sis temporades (1999-2003), i Plutón B.R.B. Nero (2008-2009).